# Zhenghe
Zhenghe léase Zheng-Jé (en chino: 政和县, pinyin: Zhènghé xiàn) es una localidad de la ciudad-prefectura de Nanping en la provincia de Fujian, República Popular China, con una población censada en noviembre de 2010 de 171 715 habitantes.
Se encuentra situada en el norte de la provincia, cerca de la frontera con las provincias de Zhejiang y Jiangxi, y del río Min.